# Peva (Moimenta da Beira)
Peva ist ein Ort und eine ehemalige Gemeinde (Freguesia) im portugiesischen Kreis Moimenta da Beira. Die Gemeinde hatte 418 Einwohner (Stand 30. Juni 2011).
Am 29. September 2013 wurden die Gemeinden Peva und Segões zur neuen Gemeinde União das Freguesias de Peva e Segões zusammengeschlossen. Peva ist Sitz dieser neu gebildeten Gemeinde.